# Wars for Nothing
A Wars for Nothing (magyarul: Háborúk a semmiért) Boggie negyedik kislemeze. Ez a dal képviselte Magyarországot a bécsi 2015-ös Eurovíziós Dalfesztiválon. A dal hivatalosan 2015. január 21-től tölthető le, de már korábban 2014. október 24-től hallható az énekesnő második albumán, az All Is One Is All-on. Boggie a hivatalos YouTube-csatornájára 2014. december 10-én töltötte fel a dalt, ugyanis ezen a napon jelentette be az MTVA, hogy ez a mű bejutott a 2015-ös Eurovíziós Dalfesztivál magyarországi előválogatójába, A Dalba.

## A Dalban
A produkciót először a február 7-i harmadik elődöntőben adta elő, fellépési sorrendben negyedikként a Proof Of Life Hol a határ című dala után, és a Fool Moon Back 2 Right című dala előtt. Az elődöntőben 46 ponttal az első helyen végzett, így továbbjutott a középdöntőbe. A dalt másodszor a február 14-i első középdöntőben adta elő, fellépési sorrendben nyolcadikként a Pankastic! Kicsi a világ, de nagy világ című dala után, és a New Level Empire Homelights című dala előtt. A középdöntőben 47 ponttal az első helyen végzett holtversenyben a Give Me Your Love című Szabó Ádám-dallal, így bejutott a verseny döntőjébe. A dalt utoljára a február 28-i döntőben adta elő, fellépési sorrendben másodikként Gájer Bálint That’s How It Goes című dala után, és a Spoon Keep Marching On című dala előtt. Boggie dala a zsűritől 24 pontot kapott, így másodikként került be a négyes szuperfináléba. A közönségszavazás lezárása után kiderült, hogy a legtöbb SMS szavazatot a Wars for Nothing című dal kapta, így Boggie nyerte a 2015-ös válogatót és ő képviselheti Magyarországot a 60. Eurovíziós Dalfesztiválon, Bécsben.

## Boggie Flashmob Tour
2015. február 21-én, Budapesten a Szent István-bazilika előtti téren több száz emberrel együtt teljesítette Boggie A Dalban tett fogadalmát, miszerint ha bejut a nemzeti dalválasztó show döntőjébe, akkor egy villámcsődület keretein belül előadja a versenydalát. Miután megnyerte A Dalt február 28-án, rövidesen nyilvánvalóvá vált, hogy a Szent István téri flashmob lesz a dal videóklipje az Eurovíziós Dalfesztiválon. A sikerre való tekintettel Boggie úgy döntött, hogy a nemzetközi verseny előtt több európai nagyvárosba is elmegy, és elénekli az ottani emberekkel a dalát. 2015. április 18-án Amszterdam központjában, a Museumpleinen, április 22-én Berlinben, a Brandenburgi kapunál, április 23-án Stockholmban, az ABBA múzeumnál, április 27-én Londonban, a Szent Pál-székesegyháznál, május 2-án Párizsban, a Pompidou központnál és május 5-én Rómában, a  Pantheonnál adja elő a Wars for Nothing-ot. A dalfesztivált megelőző május 7-én Bécsben pedig koncertet ad a helyieknek.

## 2015-ös Eurovíziós Dalfesztiválon

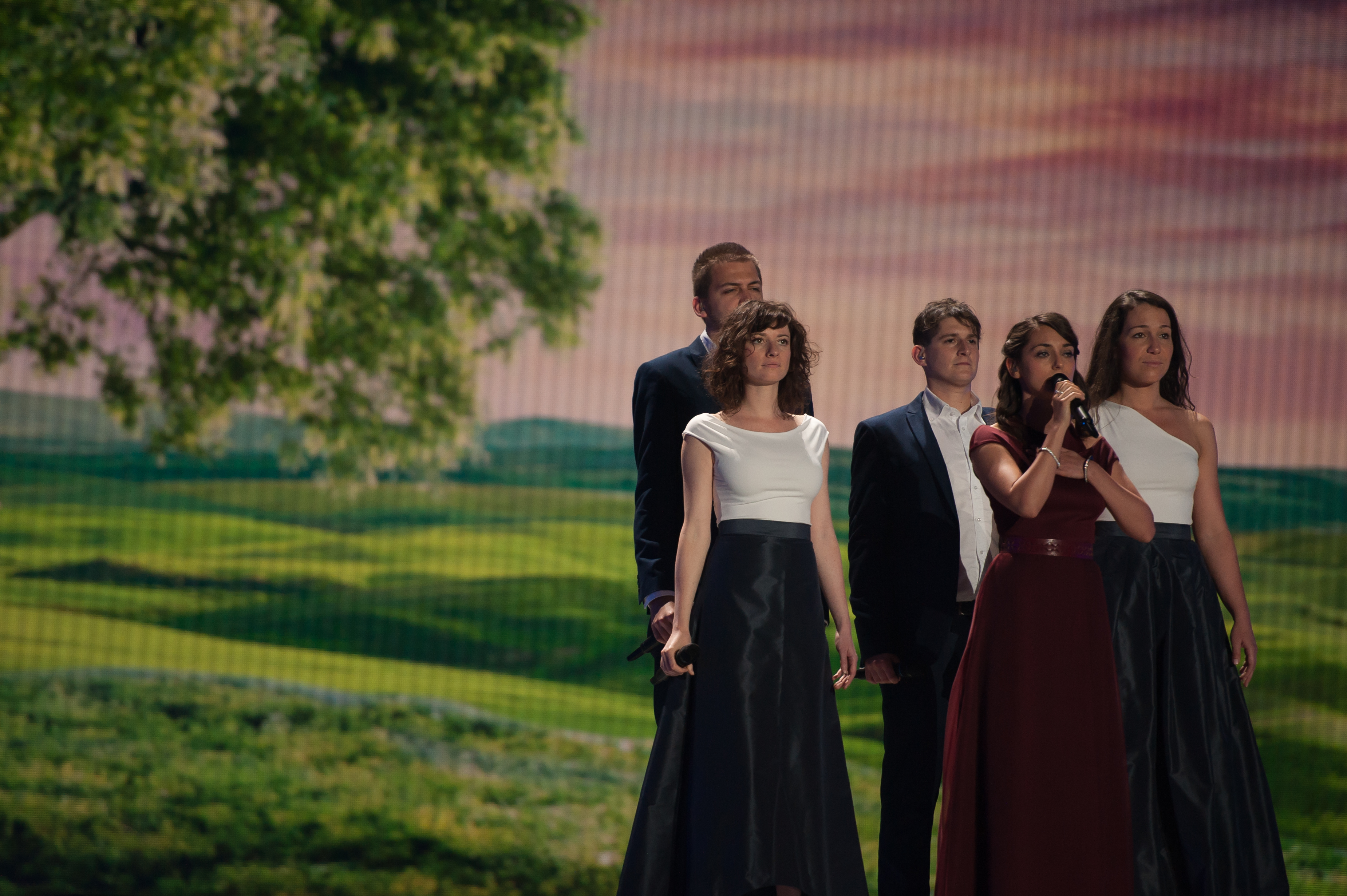
Boggie és társai

A dalt Bécsben először a május 19-én rendezett első elődöntőben fellépési sorrendben tizedikként adták elő a szerb Bojana Stamenov Beauty Never Lies című dala után, és a fehérorosz Uzari & Maimuna Time című dala előtt. A zsűri és a telefonos szavazás során a nyolcadik helyen végzett, így továbbjutott a döntőbe, ahol végül a 20. helyen végzett 19 ponttal.
Boggie fellépőruháját Bódis Boglárka, az Elysian ruhatervezője álmodta meg. A ruha marszala vörös színű, míg a színpadon lévő többi énekes ruhája sötétkék.
A következő magyar induló Freddie Pioneer című dala volt a 2016-os Eurovíziós Dalfesztiválon.

### A dalfesztiválon látható produkció közreműködői
- Csemer Boglárka – ének
- Dely Domonkos – vokál
- Sapszon Orsolya – vokál
- Szakonyi Milán – vokál
- Szeder-Szabó Krisztina – vokál

A magyar válogatóban, A Dalban Lee Olivér is közreműködött a produkcióban, mint gitáros, de személyes elfoglaltságok miatt nem ér rá a nemzetközi fellépésre.